# Jordi Marsal
Jordi Marsal i Muntalà (Manresa, 8 de mayo de 1951- Manresa, 22 de febrero de 2022) fue un filósofo, profesor universitario y político español, en siete ocasiones consecutivas elegido diputado al Congreso.

## Biografía
Licenciado en Filosofía y Letras por la Universidad de Barcelona, de donde es profesor de Filosofía antigua, es también diplomado en Altos Estudios Militares. Miembro del Partido Socialista Obrero Español (PSOE) durante la dictadura franquista, y del Partit dels Socialistes de Catalunya (PSC), ha integrado la dirección nacional del PSC y ha formado parte del comité federal del PSOE. Fue teniente de alcalde de su localidad natal (1979-1982) y en las elecciones generales de 1982 fue elegido diputado al Congreso por la circunscripción de Barcelona por vez primera, renovando en los siguientes seis mandatos: 1986, 1989, 1993, 1996, 2000 y 2004. Durante su etapa como parlamentario, estuvo especialmente activo en cuestiones de defensa, siendo en diversas ocasiones portavoz del Grupo Socialista en la materia, presidió la delegación española en la Asamblea Parlamentaria de la OTAN, fue miembro de la Comisión de Defensa y ponente en buena parte de los proyectos de ley sobre cuestiones militares. Con la presidencia del gobierno de José Luis Rodríguez Zapatero y el nombramiento de Carme Chacón como ministra de Defensa, pasó a ser asesor de la misma y adjunto al director del Centro Superior de Estudios de la Defensa Nacional (CESEDEN).